# Il cielo nevica
Il cielo nevica è un romanzo di Alberto Capitta, pubblicato nel 1999

## Trama
Un'anziana madre e il figlio sopravvivono periferici alla società. Lei è una ammaliatrice dotata di poteri occulti, una fattucchiera sboccata e irriverente; lui, anima solitaria, legge gli astri in cielo, sa parlare alle piante e agli animali e lavora come custode nel Compendio garibaldino dell'isola di Caprera. La vita ai margini, con momenti di feroce allegria, si traduce nella perdita di una casa, nel divieto di amore e amicizie, nell'allucinato mondo di una nave in disarmo che riunisce un multiforme popolo di diseredati.
Su queste e altre sorprese si gioca il destino della strana coppia di personaggi de Il cielo nevica, in un clima fra grottesco e lirico, nel nord Sardegna, nei pressi della “garibaldina” isola di Caprera. Anacronistica e surreale presenza, Garibaldi diventa un comprimario d'eccezione, per questi due ribelli magnifici.

## Edizioni
- Alberto Capitta, Il cielo nevica, Guaraldi, 1999,  pp. 192, ISBN 88-8049-181-4.
- Alberto Capitta, Il cielo nevica, Il Maestrale, 2007, ISBN 978-88-89801-04-8.